# Apostolisches Vikariat El Petén

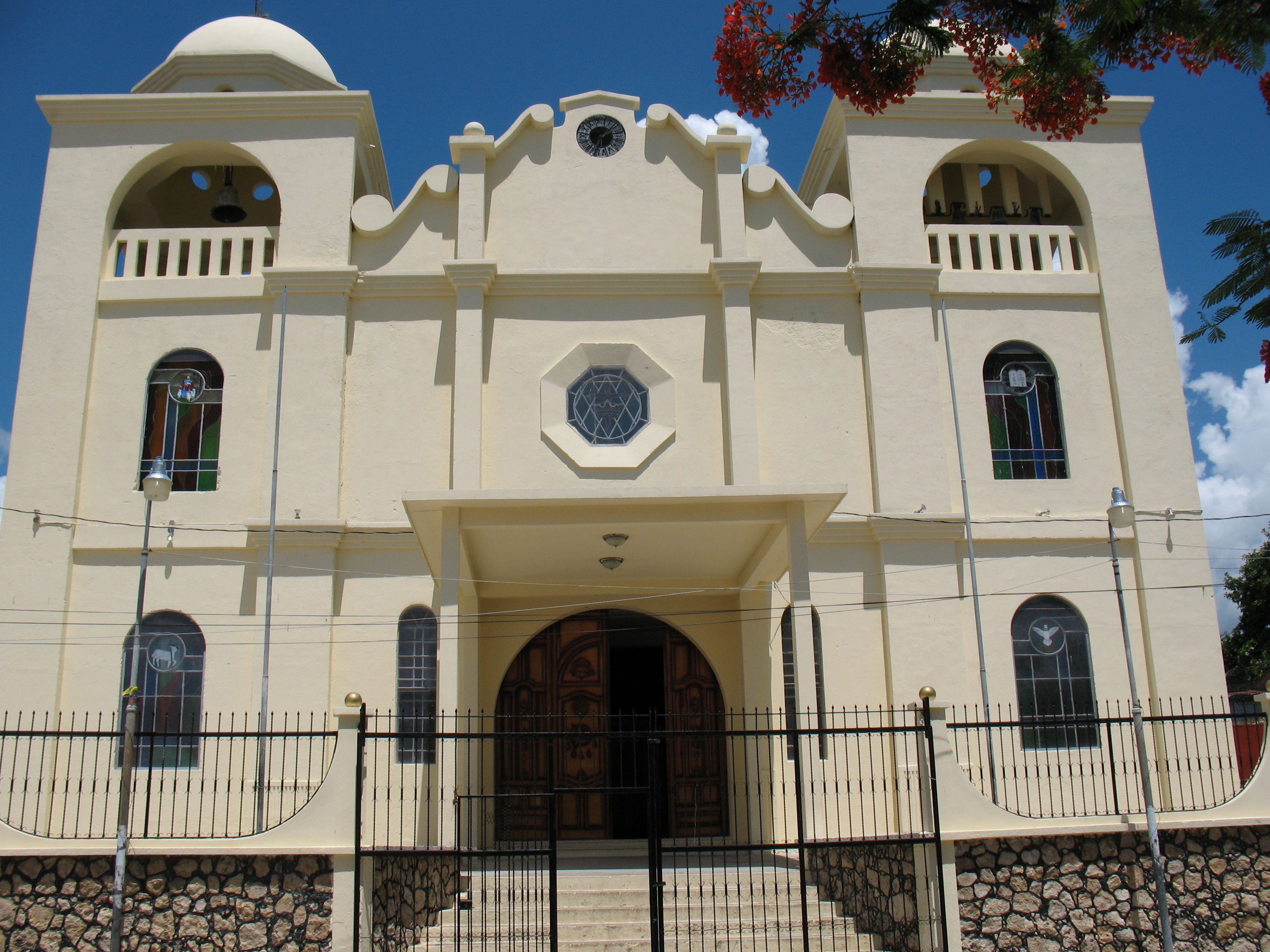
Catedral de Flores

Das Apostolische Vikariat El Petén (lateinisch Apostolicus Vicariatus de El Petén) ist ein römisch-katholisches Apostolisches Vikariat mit Sitz in Flores in Guatemala. Es umfasst das Departamento Petén.

## Geschichte
Papst Pius XII. gründete die Apostolische Administratur am 10. März 1951 aus Gebietsabtretungen des Bistums Verapaz, Cobán. Am 3. Februar 1984 wurde sie zum Apostolischen Vikariat erhoben.

## Ordinarien

### Apostolische Administratoren von El Petén
- Raymundo Julian Martin OP (1951–1956, zurückgetreten)
- Gabriel Vinamar Castelsagué IEME (11. Juli 1956–1964, gestorben)
- Gennaro Artazcor Lizarraga IEME (4. Januar 1964–1969, gestorben)
- Arraux Aguado IEME (1969–1970, gestorben)
- Luis María Estrada Paetau OP (30. November 1970 – 27. Oktober 1977, dann Apostolischer Administrator von Izabal)
- Jorge Mario Ávila del Águila CM (3. Februar 1978 – 3. Februar 1984)

### Apostolische Vikare von El Petén
- Jorge Mario Avila del Aguila CM (3. Februar 1984 – 29. Januar 1987, dann Bischof von Jalapa)
- Rodolfo Francisco Bobadilla Mata, CM (15. Mai 1987 ernannt – 28. September 1996, dann Bischof von Huehuetenango)
- Óscar Julio Vian Morales SDB (30. November 1996 – 19. April 2007, dann Erzbischof von Los Altos Quetzaltenango-Totonicapán)
- Mario Fiandri SDB, seit dem 10. Februar 2009